# North Miami (Oklahoma)
North Miami est une ville du comté d'Ottawa, dans l'État d'Oklahoma, aux États-Unis,. En 2010, elle compte une population de 374 habitants.

## Démographie
Lors du recensement de 2010, la ville comptait une population de 374 habitants, tandis qu'en 2019, elle est estimée à 368 habitants.